# Dittelsdorf
Dittelsdorf ist ein Ort in der südöstlichen Oberlausitz im Landkreis Görlitz. Das sächsische Dorf hat rund 900 Einwohner und war bis zur Eingemeindung nach Hirschfelde 2002 eine eigenständige Gemeinde. Seit 2007 ist Dittelsdorf ein Ortsteil der Stadt Zittau. Das Dorf ist bekannt für die über 120 sehr gut erhaltenen und gepflegten Umgebindehäuser aus dem 17. bis 19. Jahrhundert.

## Lage und Ausdehnung
Das Dorf liegt im südöstlichen Teil des Landkreises, etwa zehn Kilometer nördlich von Zittau und liegt an den Hängen des Steinbergs und des Buchbergs. Der Ort wird vom Buchbergbach und dem Ziegelscheunenbach durchzogen, die sich im Niederdorf vereinen und anschließend in den Kemmlitzbach münden. In seiner Bebauung schließt sich Dittelsdorf an das südöstlich gelegene Hirschfelde an. Nahe gelegene Waldgebiete sind der Klosterwald im Nordosten und der Oberwald im Nordwesten.

## Geschichte
Dittelsdorf wurde am 22. September 1369 erstmals urkundlich erwähnt, als Friedrich von Kyaw einen Teil des Dorfes an das Kloster St. Marienthal verkaufte. Auch die Stadt Zittau besaß Güter in Dittelsdorf, diese wurden jedoch nach dem Oberlausitzer Pönfall von Ferdinand I. eingezogen und mussten in den folgenden Jahrzehnten von Zittau erneut erworben werden. 1558 erwarb die Stadt deshalb mehrere Bauerngüter im Ort. Während der Reformation fiel 1570 auch der ehemalige Besitz der Johanniterkommende Hirschfelde an Zittau. Die Herrschaft des Klosters und der Stadt hielt bis ins 19. Jahrhundert an.
Dittelsdorf war seit jeher durch Ackerbau und Hausweberei geprägt, daher traf die Industrialisierung den Ort hart. Viele der ehemaligen Leineweber mussten nun in den Hirschfelder Werken und später auch im Kraftwerk Hirschfelde arbeiten. Nach dem Zweiten Weltkrieg entstanden bis 1960 auch in diesem Dorf drei Landwirtschaftliche Produktionsgenossenschaften.
Am 1. Januar 2002 wurde Dittelsdorf mit Hirschfelde zusammengeschlossen und fünf Jahre später zusammen mit dieser Gemeinde in Zittau eingegliedert.

### Einwohnerentwicklung
| Jahr    | Einwohner |
| ------- | --------- |
| 1547    | 100       |
| 1777    | 850       |
| 1790    | 857       |
| 1830    | 1228      |
| 1837    | 1436      |
| 1855    | 1502      |
| 1871    | 1577      |
| 1885    | 1495      |
| 1890    | 1429      |
| 1910    | 1460      |
| 1925    | 1428      |
| 1939    | 1355      |
| 1946    | 2079      |
| 1950    | 2207      |
| 1964    | 1661      |
| 1990    | 1132      |
| 2000    | 1024      |
| 10/2010 | 873       |
| 10/2011 | 855       |
| 10/2012 | 840       |

Im Jahr 1547 wirtschafteten im Zittauer Anteil von Dittelsdorf 21 besessene Mann. Bis 1777 kamen im gesamten Dorf noch 46 Gärtner und 122 Häusler hinzu.
Die erste Bevölkerungserhebung in Sachsen, in der nicht die Besitzverhältnisse, sondern jeder einzelne Einwohner gleichwertig gezählt wurde, erfolgte im Jahr 1834, damals lebten 1436 Personen im Ort. Die Bevölkerung vergrößerte sich innerhalb der nächsten Jahrzehnte auf 1577 Einwohner im Jahr 1871, fiel aber bis 1890 auf 1460. Bis zum Ende des Zweiten Weltkriegs blieb die Einwohnerzahl konstant bei etwa 1400 Bewohnern. Nach Ende des Krieges fanden viele Flüchtlinge in Dittelsdorf eine neue Heimat, so dass die Bevölkerung auf über 2200 Einwohner anwuchs. Bis zur Jahrtausendwende fiel die Einwohnerzahl immer weiter, so dass heute noch knapp 850 Menschen in Dittelsdorf leben.

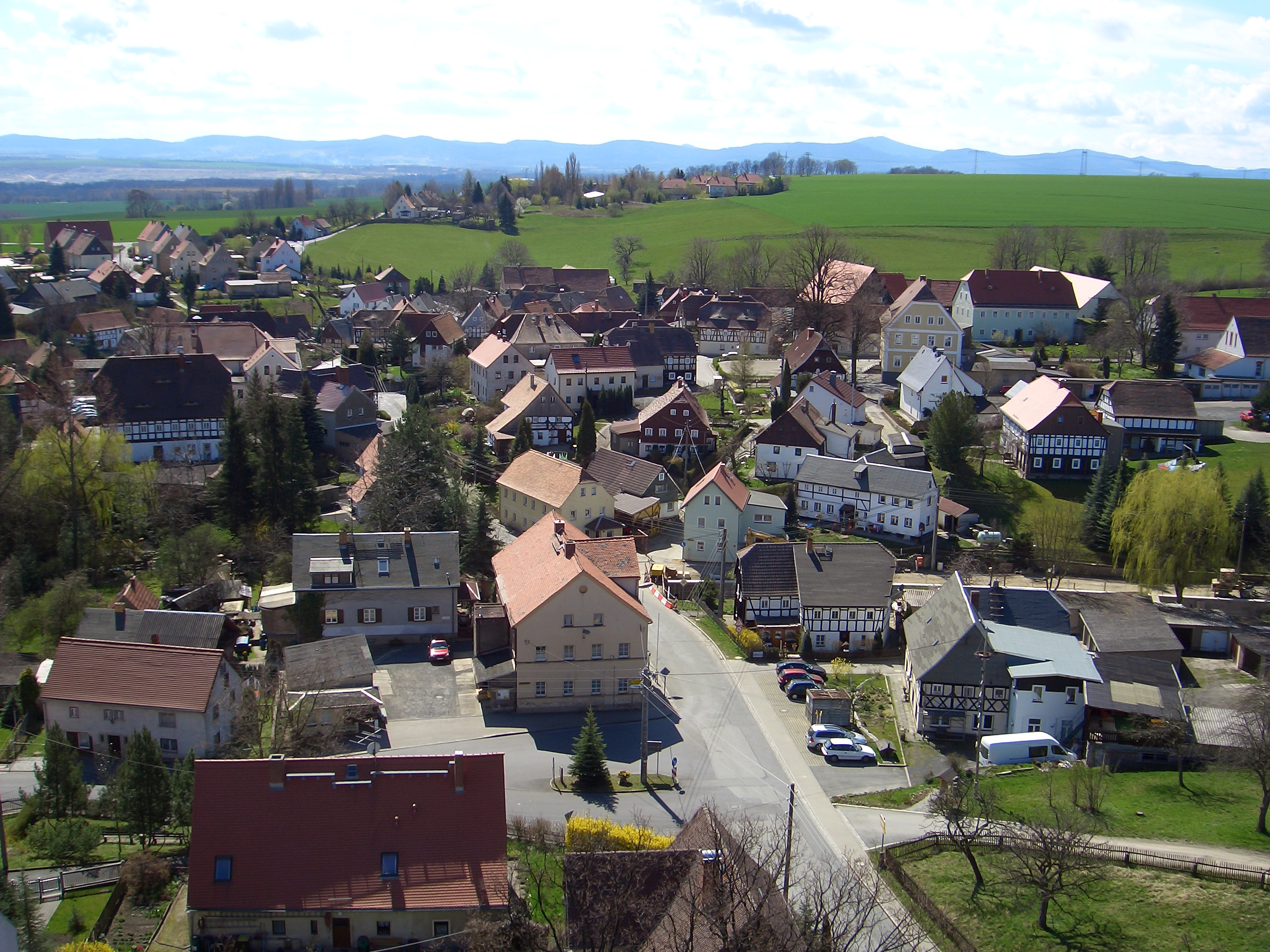
Dittelsdorf Zentrum
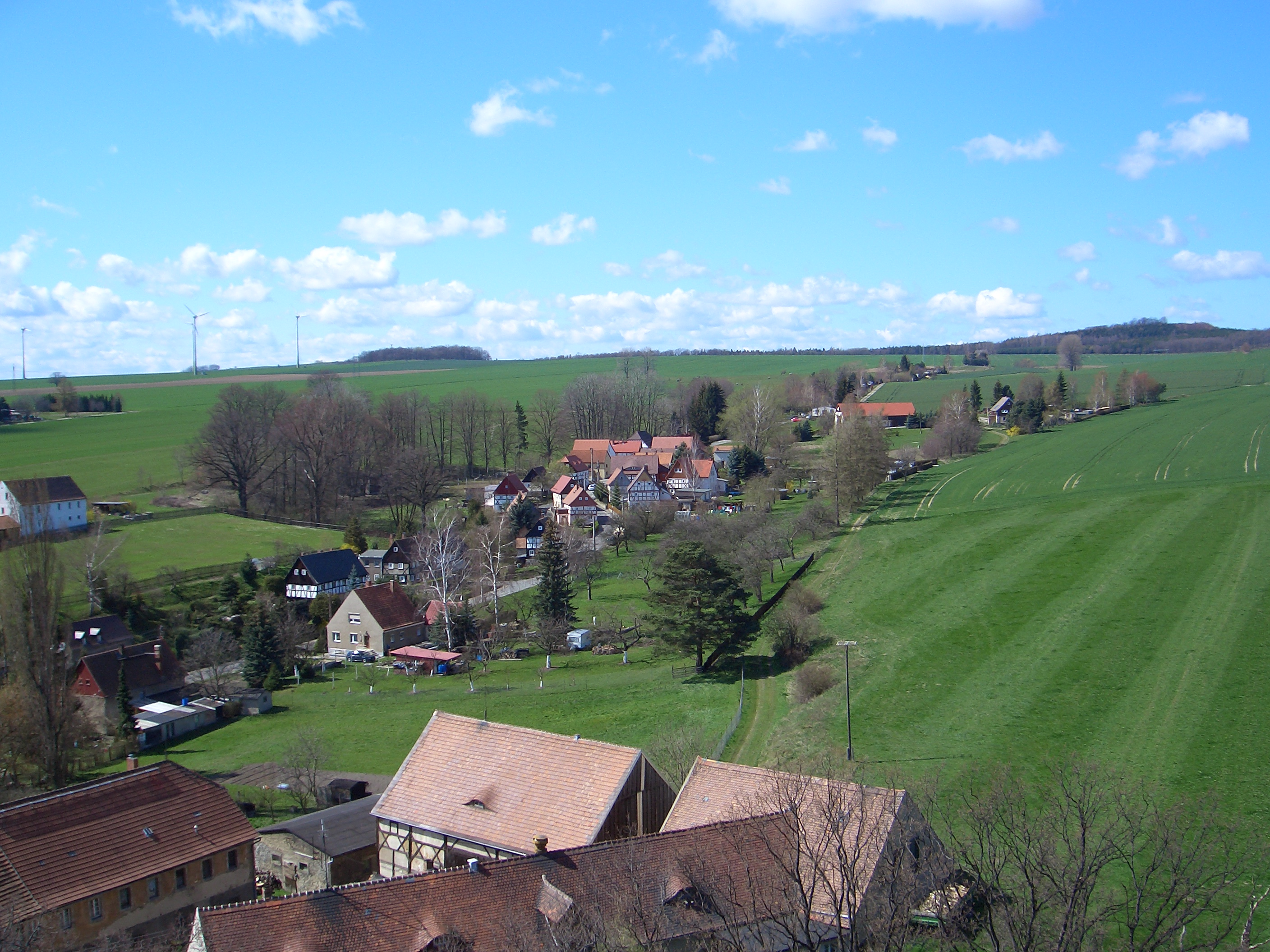
Der Viebig
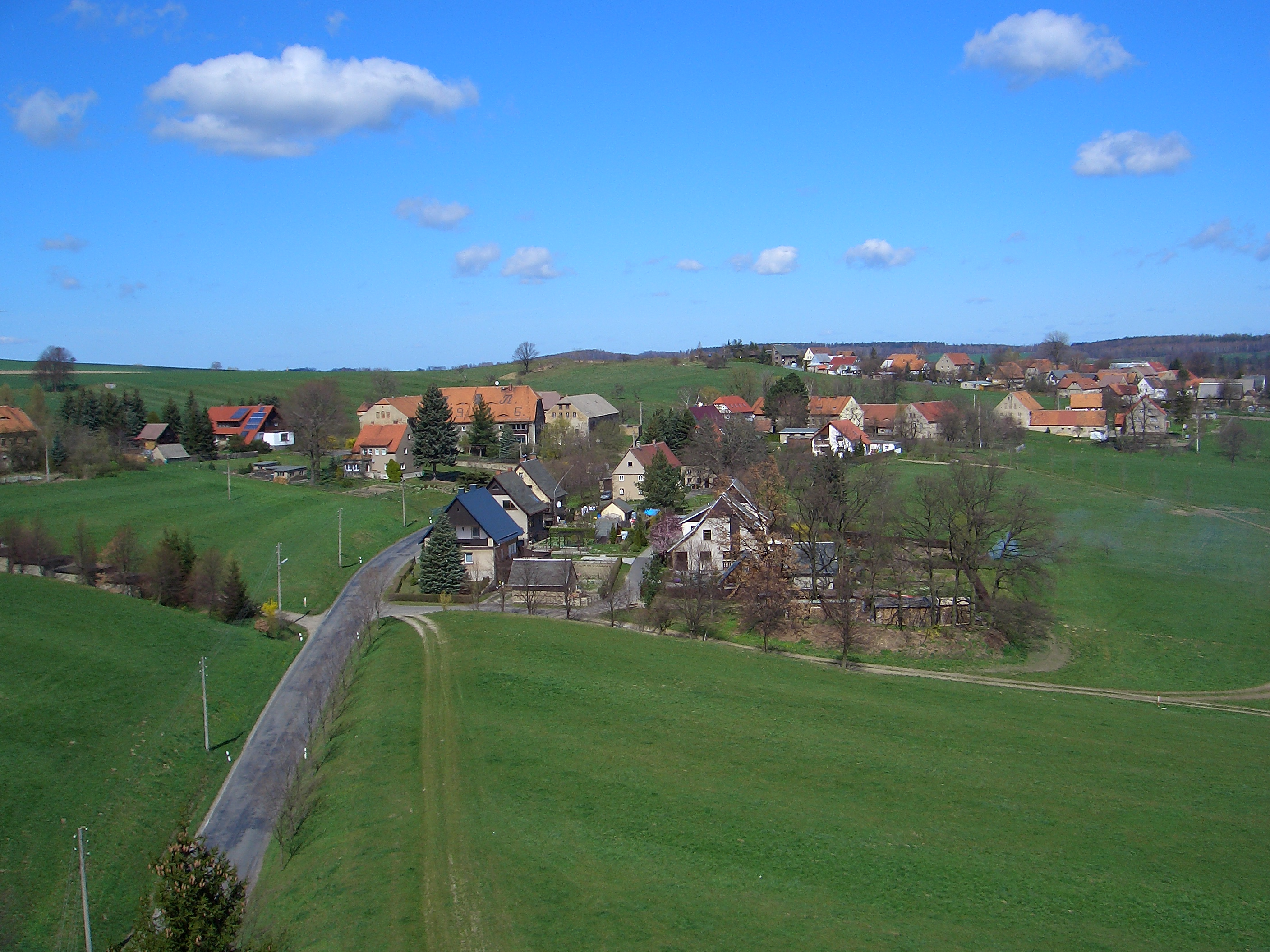
Schlegler Feld
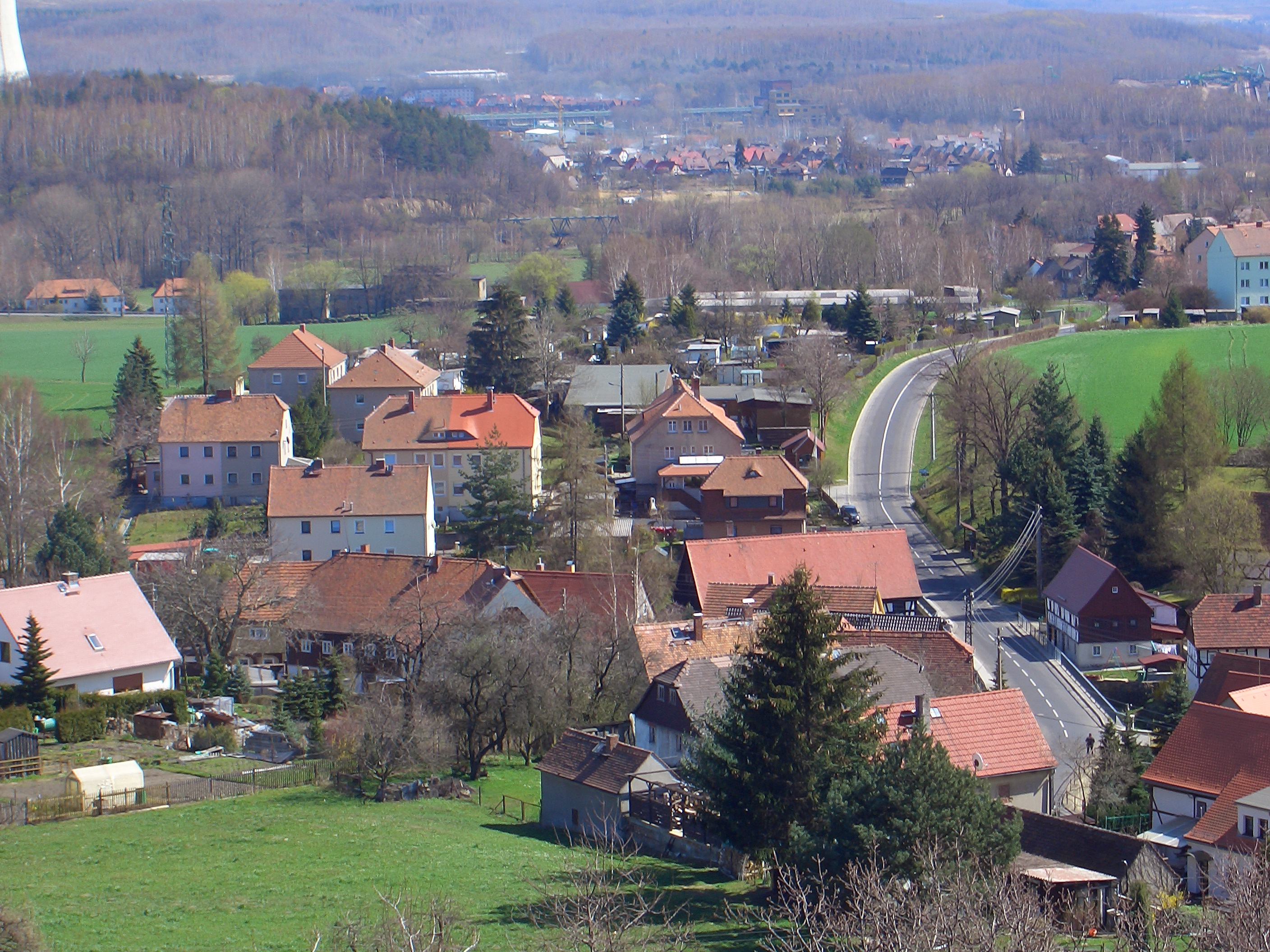
Hirschfelder Straße

### Ortsnamenformen
Ortsnamensformen von Dittelsdorf sind unter anderem Ditlichstorf  (1369), Dytrichsdorff  (1406), Dythleybsdorff (1410), Ditilsdorff (1420), Dytrichsdorff (1424) und Tittelsdorf (1777). Seit 1791 ist die Form Dittelsdorf gebräuchlich. Man geht davon aus, dass der Ort seinen Namen von einem Lokator namens Ditlich erhielt, der das Dorf anlegte oder zumindest erweiterte.

## Sehenswürdigkeiten
Neben den vielen Umgebindehäusern ist auch die von 1848 bis 1850 nach Plänen von Carl August Schramm erbaute Matthäuskirche sehenswert. Sie wurde im klassizistischen Stil auf einer Anhöhe über dem Dorf errichtet. Durch ihre vielen kleinen Türmchen ist sie architektonisch besonders interessant.
Weiter von Interesse ist das Museum Dittelsdorf, das in einem restaurierten Umgebindehaus untergebracht ist. Hier werden in unregelmäßigen Abständen Kunstausstellungen oder Sammlungen von historischen Gegenständen präsentiert.

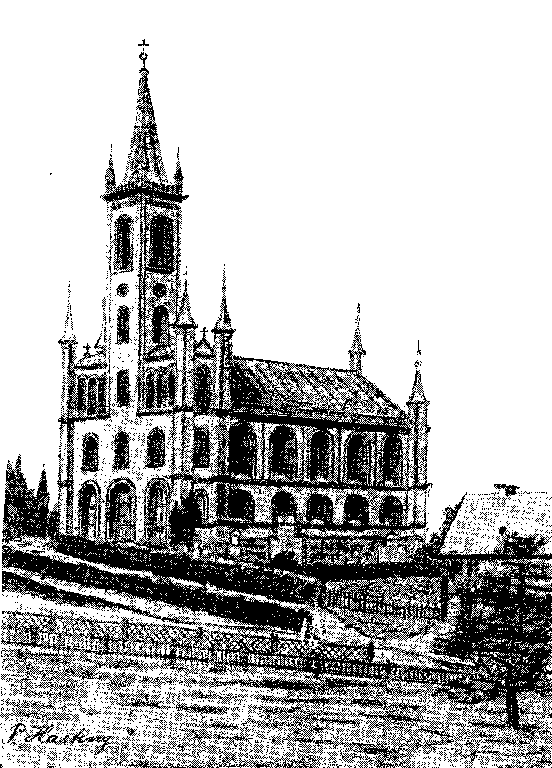
Die Dittelsdorfer Matthäuskirche um 1895

Der Friedhof in Dittelsdorf zählt seit der Eingemeindung 2007 zur Gruppe der Friedhöfe in Zittau. Er ist aus einem historischen Kirchhof hervorgegangen und wird als konfessionelle Begräbnisstätte von der Kirchgemeinde Siebenkirchen-Dittelsdorf im Kirchenbezirk Löbau-Zittau der Evangelisch-Lutherischen Landeskirche Sachsens verwaltet. Auf dem Friedhof in Dittelsdorf existieren eine Grabstätte und ein Gedenkstein von 1945 für die Verfolgten des Naziregimes.

## Persönlichkeiten
Folgende Personen wurden in Dittelsdorf geboren oder wirkten hier:
- Carl August Schramm (1807–1869), Baumeister
- Moritz Fünfstück (1856–1925), Botaniker und Hochschullehrer
- Günter Tiedeken (1932–2019), Maler und Grafiker
- Karl Arnold (1940–2012), Gewichtheber (DDR)